# Michael Stearns
Michael Stearns (n. în 1948) este un muzician și compozitor din Statele Unite de muzică ambient. Este de asemenea cunoscut ca și compozitor de film, sound designer și producător de coloane sonore IMAX, filme de teatru, filme documentare, reclame, și teme pentru parcuri de distracție.

## Instrumente
În albumele sale mai vechi, Michael Stearns a folosit de multe ori sintetizatorul modular Serge, oferind muzicii sale o licărire și un sunet "cosmic". În 1982, el a construit "The Beam", un instrument acustic cu coarde de 3,7 m, cu 24 coarde de pian proiectat de către Jonathan W. Lazell și construit, cu ajutorul lui Paul Abell. De atunci l-a folosit în multe albume solo (sau de colaborare), precum și în coloane sonore și concerte. La sfârșitul anilor optzeci, sunet lui a devenit mai profund și mai aproape de stilul lui Steve Roach. Muzica lui Michael Stearns este întotdeauna foarte ambientală și țesută cu sunete din natură sau de voci umane. Dar poate fi, de asemenea, mult mai melodică, cu teme mari, ce evocă spații largi sau peisaje minunate.

## Citate
- "Ceea ce sper să transfer ascultătorului din muzica mea este o anumită adâncime. Cred că adâncimea de care vorbesc, este de faptul că noi, ca ființe umane, suntem un proces artistic aici pe planetă, ca indivizi, grupuri, țări și ca o experiență la nivel mondial. Ce creăm si găndim ca revărsări artistice, fie că e muzică, pictură, sculptură sau pur și simplu o cină frumoasă ce pregătim pentru cineva,  sunt adevărate metafore sau hieroglife pentru adâncimea propriei noastre participări în mometul creării lor. Sper că această profunzime creează un context pentru alți oameni, pentru a experimenta lucruri mai profunde în interiorul său."

## Discografie

### Lucrări solo
- Desert Moon Walk (1977), Continuum Montage
- Ancient Leaves (1978), Continuum Montage
- Sustaining Cylinders (1978), Continuum Montage
- Morning Jewel (1979), Continuum Montage
- Planetary Unfolding (1981), Continuum Montage
- Light Play (1983), Continuum Montage
- Lyra Sound Constellation (1983), Continuum Montage
- M'Ocean (Light Play reissue) (1984), Sonic Atmospheres
- Chronos (1984), Sonic Atmospheres
- Plunge (1986), Sonic Atmospheres
- Floating Whispers (1987), Sonic Atmospheres
- Encounter (1988), Hearts of Space Records
- Sacred Site (1993), Hearts of Space Records
- The Lost World (1995), Fathom/Hearts of Space Records
- The Light in the Trees (1996), Amplexus
- Collected Ambient and Textural Works 1977–1987 (1996), Fathom/Hearts of Space Records
- Collected Thematic Works 1977–1987 (1996), Fathom/Hearts of Space Records
- Within - The Nine Dimensions (1998), Earth Turtle
- Spirits of the Voyage (2000), Earth Turtle
- The Middle of Time (2000), Earth Turtle
- The Storm (2001), Spotted Peccary Music

### Colaborări
- Desert Solitaire (1989), Fortuna/Celestial Harmonies) – cu Steve Roach și Kevin Braheny
- Singing Stones (1994), Fathom/Hearts of Space Records – cu Ron Sunsinger
- Kiva (1995), Fathom/Hearts of Space Records – cu Steve Roach și Ron Sunsinger
- Sorcerer (2000), Spotted Peccary Music – și Ron Sunsinger

### Compilații & altele
- Dali, The Endless Enigma (1990), Coriolis
- Baraka (1992), Milan
- Deep Space (1994), Omni
- Musique Mechanique (1995), Celestial Harmonies
- Storm of Drones (1996), Sombient
- Celestial Journey (1996), Rising Star
- Songs of the Spirit (1997), Triloka
- Trance Planet 4 (1998), Triloka
- Soundscape Gallery 2 (1998), Lektronic Soundscapes